# Ashi Tshering Yangdon Wangchuck
Dronningmoder Tshering Yangdon (født 21. juni 1959) er den tredje kone til den tidligere bhutanesiske konge, Jigme Singye Wangchuck. 
Hun er den nuværende dronningemoder (Gyalyum Kude, der bogstaveligt talt betyder "dronningemor") af Bhutan, da hun er mor til den nuværende bhutanske konge Jigme Khesar Namgyel Wangchuck.  Hun er også mor til kong Jigme Khesars to yngre helsøskende, prinsesse Ashi Dechen Yangzom (f. 1981) og prins Gyaltshab Jigme Dorji (f. 1986).